# Reshat Arbana
Reshat Arbana, född den 15 september 1940 i Tirana i Albanien, är en albansk skådespelare, mottagare av Folkets artist. Reshat Arbana är en av sitt lands kändaste skådespelare med sina trettiofem filmroller mellan åren 1963 och 1995 samt för sina många scenframträdanden på Nationalteatern i Tirana.